# Maj Sjöwallová
Maj Sjöwallová, nepřechýleně Maj Sjöwall (25. září 1935 Stockholm – 29. dubna 2020 Landskrona), byla švédská spisovatelka, překladatelka a novinářka. Dosáhla světové proslulosti hlavně sérií románů o zločinu. Těchto deset volně navazujících románů z prostředí stockholmské kriminálky napsala společně se svým životním partnerem, kterým byl švédský spisovatel a novinář Per Wahlöö. Jejich osobní i pracovní vztah (nikdy nebyli manželé, jak je často mylně uváděno) trval celkem 13 let až do roku 1975, kdy Per Wahlöö v 48 letech zemřel.

## Přehled díla

### Společně s Perem Wahlöö – série románů o zločinu
Hlavní postavou celé série je komisař Martin Beck. Během deseti let, ve kterých romány odehrávají, se z řadového detektiva na oddělení vražd policie ve Stockholmu vypracuje až na jeho šéfa. Případy, kterými se Beck a jeho kolegové zabývají, jsou povětšinou velmi závažné, např. hledání sériového vraha nezletilých dívek v třetím románu Muž na balkóně, nebo postřílení osmi cestujících samopalem v autobuse městské hromadné dopravy ve čtvrté knize Noční autobus. Jak však oba autoři zdůrazňují, nejedná se o klasické detektivky, ale o skutečné romány se snahou o důkladné vykreslení charakterů jednotlivých postav, ať už detektivů, pachatelů ale často i obětí. V neposlední řadě mají knihy i silný sociální podtext. Sjöwallová i Wahlöö byli přesvědčenými marxisty a tento jejich politický postoj je v románech značně patrný v ostré kritice švédské společnosti 60. a 70. let 20. století.
Partneři psali skutečně společně u jednoho stolu, každý jednu kapitolu, které si po napsání vyměnili k vzájemné revizi. Jejich souznění bylo tak hluboké a jejich literární styl tak podobný, že po nějaké době ani sami nedokázali rozeznat, kdo z nich byl autorem které kapitoly.
- Roseanna (Roseanna, 1965)
- Muž, který se vypařil (Mannen som gick upp i rök, 1966)
- Muž na balkóně (Mannen på balkongen, 1967)
- Noční autobus (Den skrattande polisen, 1968)
- Zmizelé hasičské auto (Brandbilen som försvann, 1969)
- Policie pomo pije (Polis, polis, potatismos!, 1970)
- Säffleská bestie (Den vedervärdige mannen från Säffle, 1971)
- Záhada zamčeného pokoje (Det slutna rummet, 1972)
- Vrah policistů (Polismördaren, 1974)
- Teroristé (Terroristerna, 1975)

### Jiné knihy
- Dansk intermezzo, 1989 (Dánské intermezzo, česky zatím nevyšlo, společně s Bjarne Nielsen)[5]
- Žena, která se podobala Gretě Garbo, Svoboda 1992 (Kvinnan som liknade Greta Garbo, 1990) – detektivní příběh ze Švédska 90. let 20. století, spoluautorem nizozemský spisovatel Tomas Ross[6]. Kriminální psychologický příběh nizozemského obchodníka, který za pomoci švédského novináře hledá ve Stockholmu svoji dceru, zapletenou do případu vydírání.
- Temnější odstíny Švédska, Host 2014 (Jag som lever och du som dod, Stirr har tyckle ha nom, 2014) - povídka v kriminální antologii nejvýznamnějších švédských autorů detektivek

### Překlady
Několik knih přeložila společně s Per Wahlöö již v 60. letech 20. století, ale této činnosti se věnovala především po jeho smrti a stala se ve Švédsku uznávanou překladatelkou z angličtiny, dánštiny a norštiny. Přeložila mimo jiné knihy těchto autorů:
- americký spisovatel Gordon Parks
- detektivky amerického spisovatele Ed McBaina (společně s Per Wahlöö)
- dánský spisovatel Poul Ørum
- norská spisovatelka krimi románů Anne Holtová ad.